# Коржинский (посёлок)
Коржинский (коми Коржа) — посёлок в Прилузском районе Республики Коми России. Входит в состав сельского поселения Лойма. 
Поселок Коржинский был основан в 1958 году. День посёлка ежегодно отмечается в последнее воскресенье июля.
Официальный язык - коми, русский.

## География
Посёлок находится в юго-западной части республики, в подзоне средней тайги, в пределах Вычегодской равнины, на левом берегу реки Лузы, при автодороге 87Р-038, на расстоянии примерно 56 километров (по прямой) к западу-северо-западу (WNW) от села Объячева, административного центра района. Абсолютная высота — 122 метра над уровнем моря.
Климат
Климат характеризуется как умеренно континентальный, с продолжительной суровой многоснежной зимой и коротким прохладным летом. Средняя температура воздуха самого холодного месяца (января) составляет −17 °C (абсолютный минимум — −50 °С); самого тёплого месяца (июля) — 15 °C (абсолютный максимум — 35 °С). Годовое количество атмосферных осадков — 700 мм.
Часовой пояс
Коржинский, как и вся Республика Коми, находится в часовой зоне МСК (московское время). Смещение применяемого времени относительно UTC составляет +3:00.

## Население
| 1989 | 2002 | 2010 |
| ---- | ---- | ---- |
| 318  | ↘270 | ↗278 |

Гендерный состав
По данным Всероссийской переписи населения 2010 года в гендерной структуре населения мужчины составляли 48,2 %, женщины — соответственно 51,8 %.
Национальный состав
Согласно результатам переписи 2002 года, в национальной структуре населения русские составляли 83 % из 270 чел.